# Эссен (гау)
Гау Эссен (нем. Gau Essen) — административная единица нацистской Германии, существовавшая с 1933 по 1945 год в северной части прусской Рейнской провинции. Ранее (с 1928 по 1933 год) — региональное подразделение НСДАП на этой территории.

## История

### Создание и управление
Система нацистских гау (нем. Gau, мн.ч. Gaue) первоначально была создана на партийной конференции 22 мая 1926 года для улучшения управления партийной структурой. После прихода нацистов к власти в 1933 году гау постепенно заменили германские земли в качестве административных единиц.
Во главе каждого гау стоял гауляйтер, должность которого становилась всё более влиятельной, особенно после начала Второй мировой войны, с минимальным вмешательством сверху. Местные гауляйтеры часто занимали как партийные, так и государственные должности и отвечали, среди прочего, за пропаганду, наблюдение, а с сентября 1944 года — за фольксштурм и оборону гау.

### Вторая мировая война
Должность гауляйтера Эссена на протяжении всего периода существования занимал Йозеф Тербовен. После завоевания Норвегии Германией в 1940 году Гитлер назначил Тербовена рейхскомиссаром оккупированной страны, где он правил с почти абсолютной властью. Тербовен покончил жизнь самоубийством 8 мая 1945 года, взорвав 50 кг взрывчатки в бункере. В связи с тем, что Тербовен постоянно находился в Норвегии, не покидая страны, все управление повседневной жизнью гау было сосредоточено в руках его заместителя Фрица Шлессмана.
В качестве заместителя гауляйтера Шлессман отвечал, в том числе, за противовоздушную оборону Эссена на протяжении всей войны. Как крупный промышленный центр и место расположения оружейных заводов Круппа, Эссен часто подвергался авианалётам союзников. Осенью 1944 года Шлессман был назначен руководителем местных сил фольксштурма, а также отвечал за укрепление участка оборонительной линии Западного вала на территории своего гау. 9 ноября 1944 года он был повышен до звания обергруппенфюрера СС.
В феврале-марте 1945 года в ходе операции «Веритейбл» союзники начали захват территории гау.
Площадь гау составляла 1900 км², а население — 2 800 000 человек, что ставило его в середину списка гау по площади и численности населения.

### Вторжение и оккупация союзниками
Ближе к концу Второй мировой войны гау было захвачено западными союзниками, которые постепенно занимали его территорию, вплоть до конца войны. Хронология продвижения союзников подробно описана в таблице ниже.
| Дата захвата            | Населённый пункт | Прим.         |
| ----------------------- | ---------------- | ------------- |
| 8 февраля 1945          | Вилер            | [ 9 ]         |
| 8 февраля 1945          | Фрассельт        | [ 9 ]         |
| 8-10 февраля 1945       | Краненбург       | [ 10 ] [ 9 ]  |
| 8-12 февраля 1945       | Клеве            | [ 9 ]         |
| 9 февраля 1945          | Матерборн        | [ 9 ]         |
| 17 февраля 1945         | Мойланд          | [ 11 ]        |
| 19 февраля 1945         | Гох              | [ 11 ]        |
| 18 февраля-3 марта 1945 | Удем             | [ 12 ]        |
| 21 февраля 1945         | Вертцхоф         | [ 13 ]        |
| 22-27 февраля 1945      | Везе             | [ 13 ] [ 14 ] |
| 25 февраля 1945         | Гротендонк       | [ 14 ]        |
| 26 февраля-1 марта 1945 | Кервенхайм       | [ 14 ] [ 15 ] |
| 27 февраля 1945         | Калькар          | [ 14 ]        |
| 1 марта 1945            | Бааль            | [ 15 ]        |
| 1 марта 1945            | Вемб             | [ 15 ]        |
| 3 марта 1945            | Виннекендонк     | [ 15 ]        |
| 3 марта 1945            | Кевеларе         | [ 15 ]        |
| 3 марта 1945            | Гельдерн         |               |
| 3 марта 1945            | Вальбек          | [ 16 ]        |
| 3 марта 1945            | Стрален          |               |
| 4 марта 1945            | Мёрс             | [ 17 ]        |
| 4 марта 1945            | Иссум            | [ 17 ]        |
| 4 марта 1945            | Хамб             | [ 17 ]        |
| 4 марта 1945            | Мариенбаум       | [ 17 ]        |
| 5 марта 1945            | Зонсбек          | [ 17 ]        |
| 5 марта 1945            | Хомберг          |               |
| 5 марта 1945            | Райнхаузен       |               |
| 5 марта 1945            | Камп-Линтфорт    | [ 18 ]        |
| 7 марта 1945            | Райнберг         | [ 19 ]        |
| 8 марта 1945            | Ксантен          | [ 20 ]        |
| 9 марта 1945            | Веен             | [ 21 ]        |
| 23 марта 1945           | Динслакен        |               |
| 26-27 марта 1945        | Миллинген        | [ 22 ]        |
| 26-27 марта 1945        | Гален            | [ 23 ]        |
| 28 марта 1945           | Хальдерн         | [ 24 ]        |
| 31 марта 1945           | Эммерих          | [ 25 ]        |
| 7 апреля 1945           | Альтенэссен      | [ 26 ]        |
| 11 апреля 1945          | Эссен            | [ 26 ]        |
| 12 апреля 1945          | Дуйсбург         | [ 27 ]        |
| 15 апреля 1945          | Верден           |               |
| 15 апреля 1945          | Кеттвиг          |               |